# Elsnig
Elsnig – miejscowość i gmina w Niemczech, w kraju związkowym Saksonia, w okręgu administracyjnym Lipsk, w powiecie Nordsachsen, wchodzi w skład wspólnoty administracyjnej Dommitzsch.